# Derrick Van Orden
Derrick Francis Van Orden (Contea di Hennepin, 15 settembre 1969) è un politico statunitense, membro della Camera dei Rappresentanti per lo stato del Wisconsin dal 2023.

## Biografia
Nato nel Minnesota, Van Orden si arruolò nei Navy SEAL nel 1988 e vi restò fino al 2014, raggiungendo il grado di senior chief petty officer. Dopo il congedo, lavorò come attore, comparendo nei film Act of Valor e Running with the Devil - La legge del cartello. Aprì inoltre un'attività di ristorazione a Butternut, il Butternut Cafe.
Nel 2020 si candidò alla Camera dei Rappresentanti come esponente del Partito Repubblicano, ma venne sconfitto dal deputato democratico Ron Kind. Due anni più tardi, quando Kind annunciò il suo ritiro, Van Orden concorse nuovamente per il seggio e in questa occasione riuscì ad essere eletto, sconfiggendo di misura il candidato democratico Brad Pfaff.
Van Orden fu presente al Campidoglio durante i fatti del 6 gennaio 2021. Affermò di non aver preso parte in prima persona agli scontri e sostenne di aver manifestato pacificamente. Nel giugno dello stesso anno, diede in escandescenze in una biblioteca di Prairie du Chien che aveva esposto alcuni volumi in onore del Pride Month: in particolare, si scagliò contro il libro A Day in the Life of Marlon Bundo, che raccontava la relazione omosessuale di Marlon Bundo, il coniglio domestico dell'ex Vicepresidente Mike Pence, sostenendo che fosse strumento di propaganda anti-repubblicana. Nel mese di agosto, Van Orden fu arrestato in un aeroporto dell'Iowa per aver cercato di trasportare un'arma da fuoco SIG Sauer carica oltre il punto dei controlli di sicurezza; dopo essersi inizialmente dichiarato non colpevole, ammise la propria responsabilità e fu condannato ad un anno di libertà vigilata.